# トンイル号

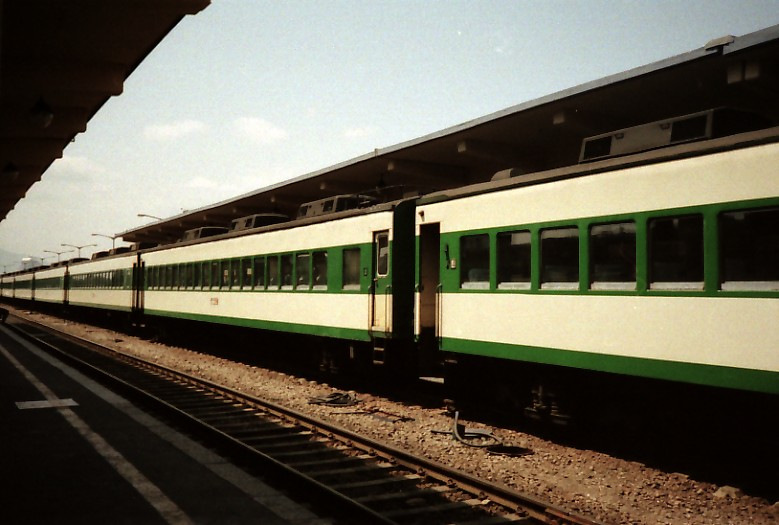
トンイル号の客車、1988年ソウル駅にて

トンイル号（トンイルごう）は韓国鉄道庁（KORAILの前身）がかつて運行していた列車種別。1984年に特急から改称された。「トンイル」とは「統一」の意。愛称としての歴史は古く、朝鮮戦争まもなくの1955年から優等列車の名称として使われた。

## 概要
1963年の鉄道庁発足当時は急行と言う枠で、料金別にトゥックプ（特急）とポグプ（普急）・チュングプ（準急）の3段階に分かれていた。1969年にクァングァン号（観光号、現セマウル号）が登場すると、同時にチュングプはポグプに統一された。さらに1977年にウドン（優等、現ムグンファ号）が登場すると、81年にポグプは特急に統一され、1983年にトンイル号（統一号）となった。1985年からは経年が少ない客車に限って電気冷暖房化と固定窓化改造が開始された。
セマウル号やムグンファ号と同様、長距離列車を中心としたが、都市近郊列車の運用もあった。釜山広域市の通勤輸送改善のために伽倻線・釜田線経由で亀浦駅～海雲台駅の26.6kmを走った「東西通勤列車」がそれである。列車は7両編成の客車で、平日のみ1日4往復した。トンイル号の客車は1963年から1981年まで長期にわたり導入され、一部はムグンファ号からの格下げ車であった。ほぼ全てが1980年代初期までのトンイル号専用の小窓の車両で、一部にムグンファ号から格下げされた大窓の車両もあった。小窓の車両はピドゥルギ号へ格下げされたものもある。色は白地に緑と黄色の帯。かつては白地に緑の帯のみだった。
1997年からはCDCと呼ばれる9501系気動車（ディーゼル動車）での運行もあったが、ほぼ全てが客車列車であった。
2004年4月1日のKTX開業を控え、前日の3月31日に全てのトンイル号が廃止された。客車で運転していた長距離列車は概ねムグンファに格上げ（実質的な値上げ）し、気動車で運転していた都市近郊列車は、運賃の安い『通勤列車』として引き継がれた。

## 車両

### 気動車
トンイル号の気動車運転は1985年に始まった。前年からムグンファ号にNDCが導入されたが、車両数が不足した為、それまでピドゥルギ号に使用していた日本製気動車のうち、状態の良い物の座席を優等列車タイプに改造した。この車両は501型（後に9501型）となり、509型までの9両が1985年4月から「トンイル号」としてムグンファ号NDCと同路線に投入され、NDCを補完した。しかし車両の劣化とNDCの増備によって廃車が進み、大邱～馬山に最後まで残った9505型が1994年3月に廃止となり、車両は翌年3月に廃車された。
代わって1996年4月1日からCDC（Commuter Diesel Car）9501系3両編成が登場し、釜山広域市の「東西通勤列車」（前述）に続く「都市通勤列車」として東海南部線の釜山～海雲台に投入された。続く1997年6月には5両編成のCDCが京元線に登場した。CDCは中小都市間に投入され、1999年までに131両が生産された。CDCによるトンイル号は2004年4月1日より『通勤列車』となった。

### 電車
1999年6月から、ムグンファ号から格下げされた9900系電動車が清凉里～原州・堤川の間で1日1往復ずつ運転されたが、2001年3月に廃止された。

## 日本における相当種別
日本国外の列車種別は日本の列車種別を明確に当てはめることは難しいが、当列車は日本の列車種別における急行列車ないしは普通列車に相当する種別として扱われることがある。
JTB時刻表1988年10月号に掲載された付録記事では、トンイル号を「急行」、セマウル号及びムグンファ号を「特急」と表記していた。
電気車研究会『鉄道ピクトリアル』No.649「特集：列車のトイレ」では「韓国の客車急行」と記している。
一方、大邱広域市西区のウェブサイト上では「普通列車に相当する」と記している。